# Džabal Šams
Džabal Šams (arabsky:جبل شمس‎ v překladu: Sluneční hora) je nejvyšším vrcholem státu Omán a pohoří al-Hadžar. Nachází se asi 200 kilometrů jihozápadně od hlavního města Maskat. Na vrcholu se nachází budovy, které patří ománské armádě.